# Фримен, Люк
Люк Энтони Фримен (англ. Luke Anthony Freeman; род. 22 марта 1992, Дартфорд, Кент) — английский футболист, полузащитник клуба «Барнет». Экс-игрок молодёжных сборных Англии.

## Клубная карьера
Первым клубом Люка стал «Уайт Уокерерс» из Бексли. Затем он представлял клуб «Грейшем», а в 2001 году был подписан «Чарльтон Атлетик». Он покинул «Чарльтон» и присоединился к «Джиллингему» в возрасте 11 лет. Он дебютировал в первой команде «Джиллингема» в матче Кубка Англии против «Барнета» 10 ноября 2007 года, в возрасте 15 лет и 233 дня, заменив Эфе Содже на замену на 80-й минуте.
30 января 2008 присоединился к лондонскому Арсеналу. Он подписал двухлетний контракт. Арсен Венгер охарактеризовал его как "очень интересный проспект".